# Létka község
Létka község (románul: Comuna Letca) község Szilágy megyében, Romániában. Központja Létka, beosztott falvai Dióspatak, Gyulaszeg, Kecskés, Kocsoládfalva, Kővársolymos, Lemény, Pórkerec, Szamoshéviz.

## Népessége
A 2011-es népszámlálás adatai alapján a község népessége 1846 fő volt.